# Habitação em Portugal

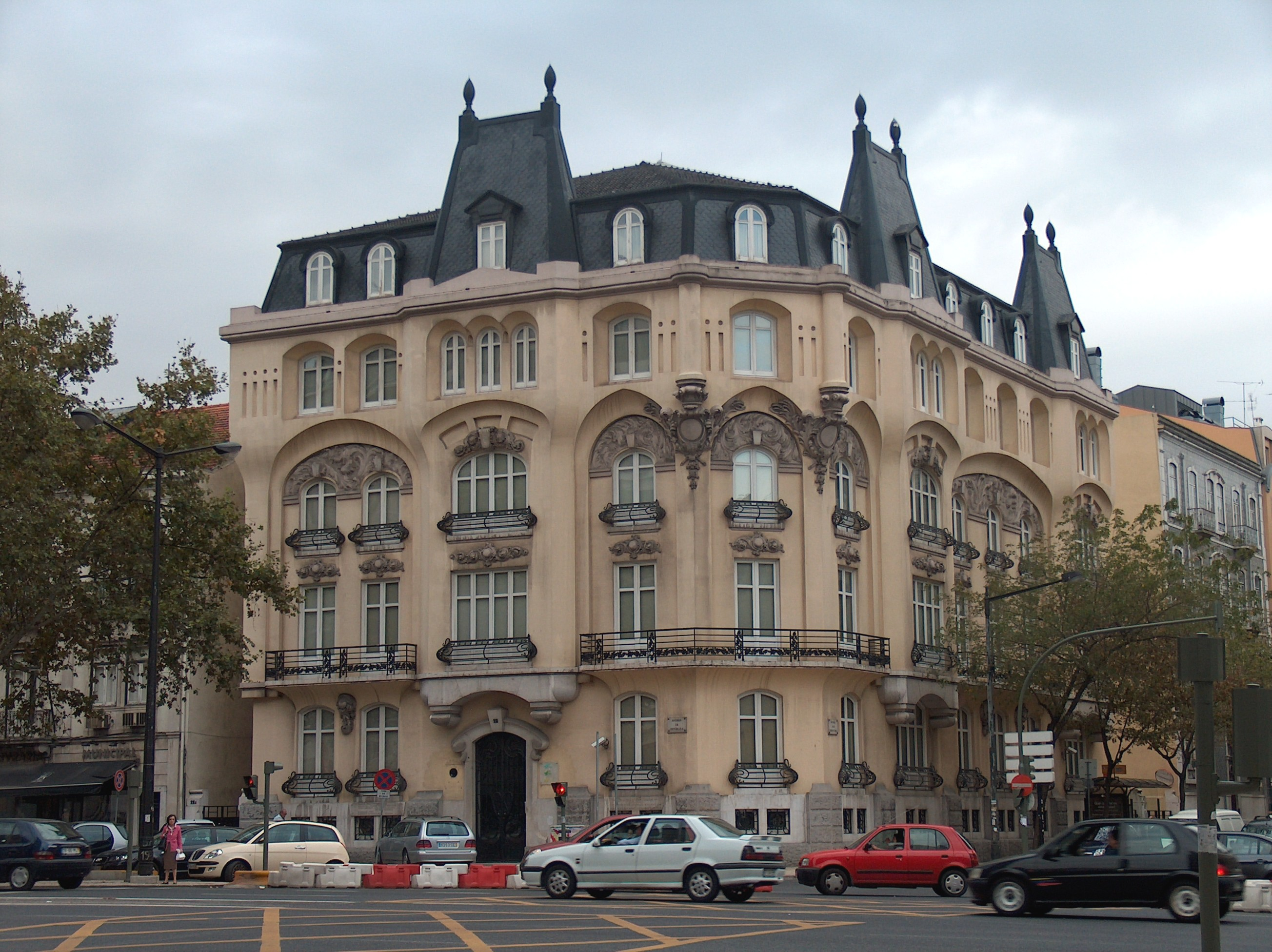
Um prédio na Avenida da República, em Lisboa

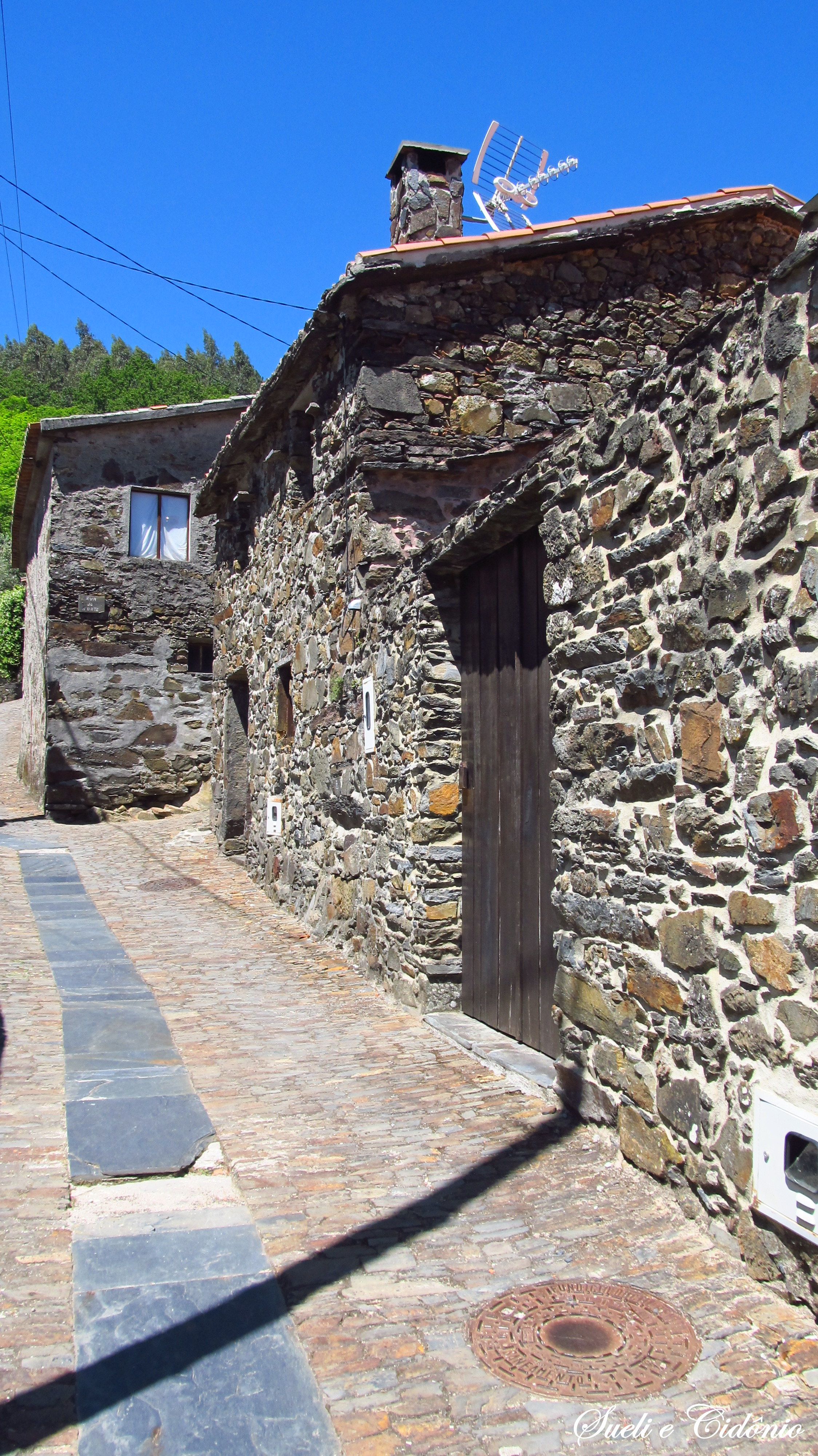
Uma habitação tradicional de xisto, na aldeia de Gondramaz, no concelho de Mirando do Corvo.

Quase metade dos portugueses (48%) residem em moradias, sendo que 32% residem em moradias isoladas e 19% em moradias geminadas. Cada habitação possui em média 116,5 metros quadrados de área útil. 58% dos alojamentos possuem garagem ou espaço para parqueamento. A quase totalidade do parque habitacional em Portugal dispõe de energia elétrica (99,8%).
Em 2018, o número de fogos concluídos em Portugal (cerca de 15,6 mil) registou um aumento de 36,3% face a 2017.